# Cochiguaz
La localidad de Cochiguaz (del quechua "la casa del agua" o "corral de chanchos (puercos)") y el río que lleva el mismo nombre se encuentran emplazados en la comuna de Paihuano en el Valle de Elqui, Región de Coquimbo en Chile. Antiguamente su economía tenía un carácter agrícola, pero hoy una de las principales actividades económicas de este pequeño valle es el turismo, favorecido por la presencia del Río Cochiguaz y sus numerosos balnearios, así como por la limpieza de su atmósfera, ideal para la observación astronómica.

## Historia

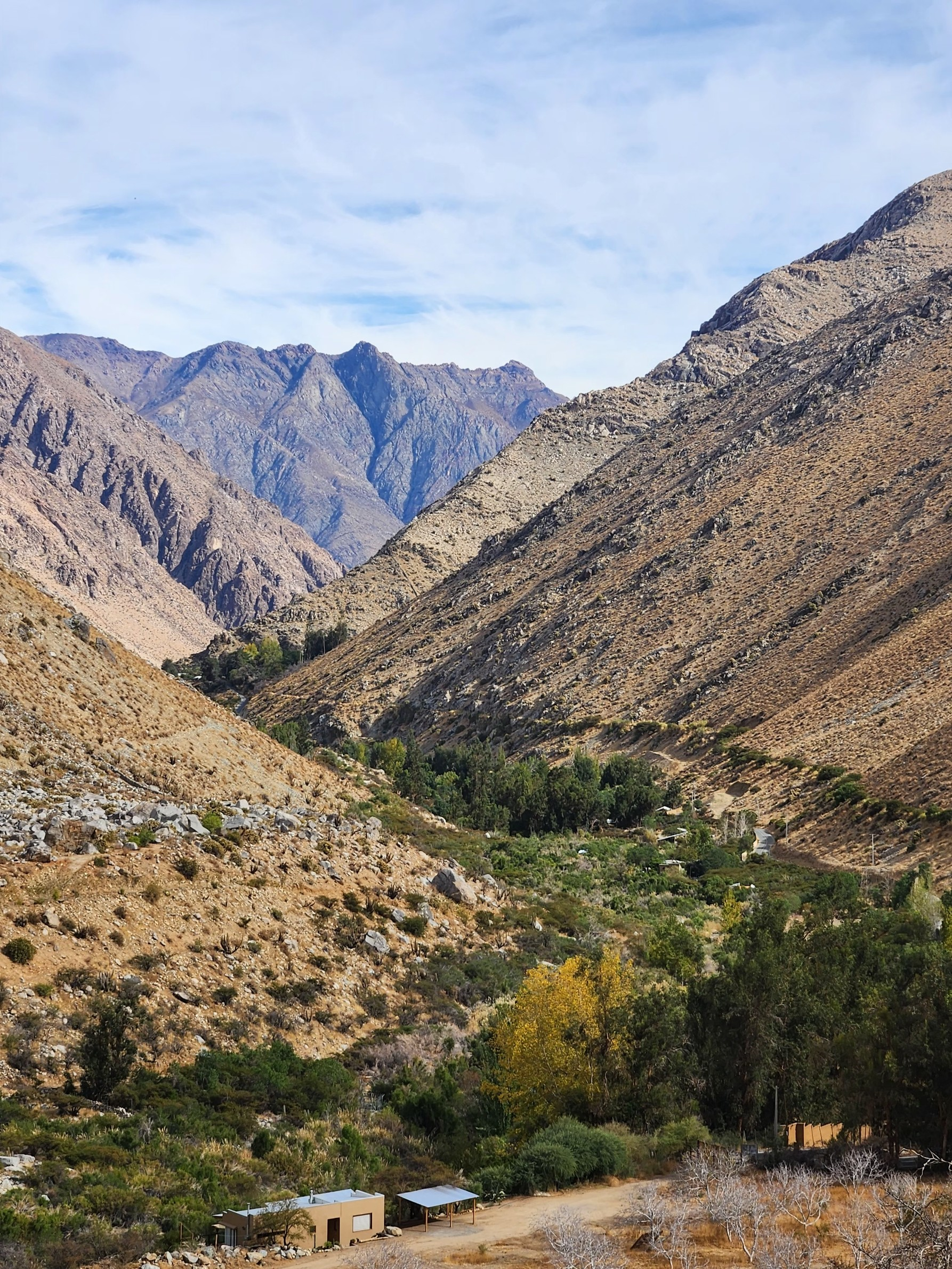
Vista del valle del Cochiguaz

Este valle fue originalmente habitado por las culturas El Molle, Diaguita y finalmente Inca. Las dos primeras nos dejaron numerosos petroglifos que se pueden visitar y observar como La Piedra del Guanaco en la quebrada del Pangue.
A mediados de 1618 el sector de lo que hoy conocemos como Cochiguaz, El Pangue y El Colorado fue entregado a Pedro Ugarte de la Hermosa, 100 años después se vendió a Antonio de la Rivera donde este subdivide los terrenos en los sectores ya mencionados originando así las primeras familias.
Una leyenda del sector cuenta que más allá de El Colorado, situado en la incipiente montaña se ubica la majestuosa Laguna El Cepo, en la ruta, arrieros y crianceros de la zona relatan que desde tiempos inmemoriales se cuenta la aparición de la cucamula, mítico animal, lo describen como una mula con alas (semejante al pegaso), color rosillo, flaca, ojos rojos ardientes, rematando sus pezuñas herraduras plateadas. La leyenda dice que escuchar su relincho sería señal de que el año será seco, o bien anuncio de una muerte en corto plazo.

## Atractivos

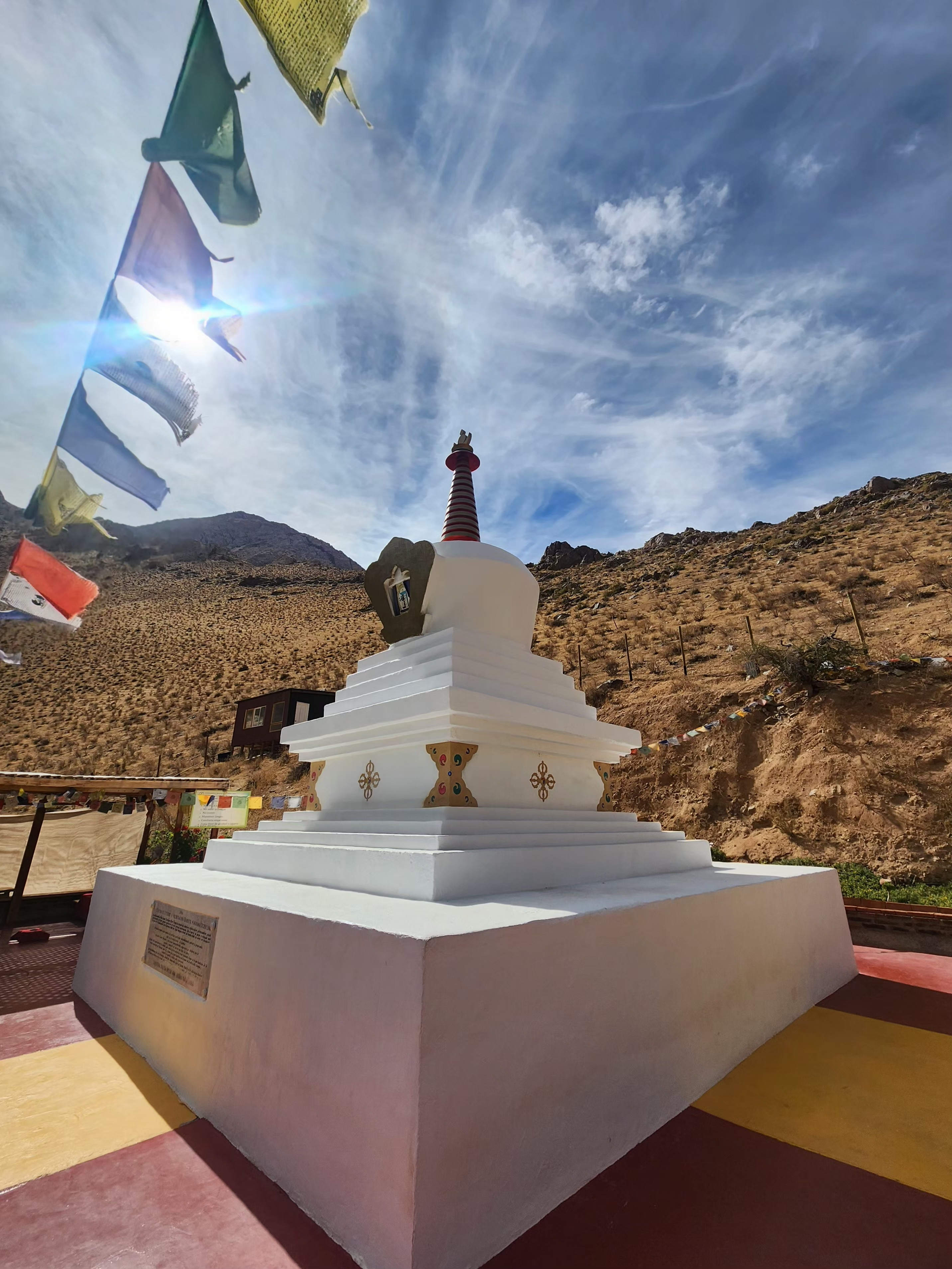
Estupa de la Iluminación

La tranquilidad de Cochiguaz favorece un tipo de turismo más reflexivo y la práctica de la meditación y el Yoga. En el pasado se le ha conocido como un epicentro místico asociado a diversas creencias y grupos esotéricos que han peregrinado e incluso se han instalado permanentemente en algunas comunidades. Algunos de estos grupos también se concentraron en la observación de fenómenos OVNI. Hoy el valle de Cochiguaz cuenta con un pequeño templo budista tibetano donde se ha erigido un Estupa que también puede visitarse. Como consecuencia de todas estas influencias se ha instalado en Cochiguaz una cultura wellness por lo que algunos centros turísticos y SPA ofrecen terapias holísticas que apuntan a la sanación física y mental. 
El paisaje natural al igual que en todo el Valle de Elqui es de grandes contrastes. Mientras que el borde del río en muchas partes presenta una vegetación exuberante los cerros y las montañas son áridas y agrestes. En sus laderas pueden encontrar gran variedad de cactáceas y otras especies.
El Río Cochiguaz por su parte se alimenta de los deshielos de la Cordillera de los Andes y de numerosas vertientes que valle arriba renuevan su cauce con agua pura. La escasa intervención humana en este cauce se traduce en aguas limpias y transparentes, por lo que una de las mejores actividades a realizar es el baño en el río o en poza; la temperatura del agua suele ser muy baja. En algunos sectores también se practica la pesca de trucha de río.

## Clima
El clima de Cochiguaz al igual que el de todo el Valle de Elqui es primordialmente seco, registrándose casi 360 días de sol al año y escasas precipitaciones. Durante el verano se registran en promedio 12 horas de sol, las que disminuyen a 10 horas durante el invierno. En el sector medio del Valle de Elqui, los valores promedio de radiación global máxima ascienden a 1100 W/m² en verano y a 600 W/ m² en invierno.

## Cómo llegar
Para llegar a Cochiguaz de debe tomar la ruta D-487 que parte desde el pueblo de Montegrande. El camino se encuentra casi completamente asfaltado. Tras recorrer aproximadamente 10 kilómetros se llega a la zona del Pangue donde se encuentra el Camping Río Mágico, la posada Alma Zen y las cabañas Luna de Cuarzo entre otras. Prosiguiendo un poco por la ruta asfaltada hacia la cordillera se encuentran el restaurante Borde Río, las cabañas Tambo Huara y Casa del Agua Lodge aproximadamente en el kilómetro 13. Un poco más arriba el camino asfaltado termina en la entrada del fundo El Colorado donde se puede acceder y pernoctar en el camping Cochiguaz y Ganímedes entre otros. Esta es la zona habitada más alta de Cochiguaz, donde aún se vive de la agricultura, el pastoreo y la cría de ganado principalmente caprino. También en esta zona, se organizan las cabalgatas a la Laguna El Cepo, un ojo de aguas cristalinas a 2790 metros sobre el nivel del mar.